# Zé Mário (Fußballspieler, 1949)
José Mário de Almeida Barros (* 1. Februar 1949 in Rio de Janeiro), auch bekannt als Zé Mário, ist ein ehemaliger brasilianischer Fußballspieler und -trainer.

## Karriere
Zé Mário begann seine Karriere 1970 bei Bonsucesso FC. Von 1971 bis 1974 war er bei CR Flamengo unter Vertrag. 1975 wechselte er zu Fluminense FC. 1975 wurde er mit dem Verein Tabellendritter der Copa Brasil. 1976 wechselte er zu CR Vasco da Gama. 1979 wurde er mit dem Verein Vizemeister der Copa Brasil. Danach spielte er bei Portuguesa. 1982 beendete er seine Karriere als Fußballspieler.
1982 wurde Zé Mário bei Botafogo FR als Trainer eingestellt. Zé Mário trainierte später etliche Vereine, dabei so namhafte wie Figueirense FC und EC Flamengo. 1992 wechselte er nach Vorderasien. Hier trainierte er bis 1998 für Al-Arabi (Katar), Al-Riyadh SC und al-Sadd Sports Club. Mit Al-Arabi wurde er 1992/93 katarischer Meister. 1993 gewann er mit dem Verein den Emir of Qatar Cup. 1994 gewann er mit Al-Riyadh den Saudischen Kronprinzenpokal. 1998 wechselte er zum japanischen Erstligisten Kashima Antlers. Mit dem Verein wurde er japanischer Meister. 2000 kehrte er nach Brasilien zurück. Hier trainierte er bis 2002 für SC Internacional und Guarani FC. 2003 wechselte er nach Vorderasien. Von 2003 bis 2009 war er außerdem noch bei den Vereinen al-Ettifaq, al-Shabab (Saudi-Arabien), al-Wasl und Al-Arabi (Katar) unter Vertrag. Mit al-Shabab wurde er 2003/04 saudi-arabischer Meister. 2007 gewann er mit al-Wasl den UAE Pro League. 

## Erfolge

### Als Spieler
Flamengo
- Taça Guanabara: 1972, 1974
- Staatsmeisterschaft von Rio de Janeiro: 1972, 1974
- Torneio do Povo: 1972

Fluminense
- Taça Guanabara: 1975
- Staatsmeisterschaft von Rio de Janeiro: 1975

Vasco da Gama
- Taça Guanabara: 1976, 1977
- Staatsmeisterschaft von Rio de Janeiro: 1977

### Als Trainer
Goiás
- Staatsmeisterschaft von Goiás: 1987, 1991

Al-Arabi
- Katarischer Meister: 1992/93
- Katarischer Pokalsieger: 1992/93

Al-Riyadh
- Saudi-arabischer Pokalsieger: 1994

Kashima Antlers
- Japanischer Meister: 1998

al-Shabab
- Saudi-arabischer Meister: 2003/04

al-Wasl
- Meister der Vereinigten Arabischen Emirate: 2006/07